# Gretxikhino
Gretxikhino (en rus: Гречихино) és un poble de l'óblast de Volgograd, a Rússia, segons el cens del 2010 tenia 80 habitants.